# Обсерватория Дезерт-Игл
Обсерватория Дезерт-Игл (англ. Desert Eagle — Пустынный Орёл) — частная астрономическая обсерватория, основанная китайско-канадским учёным Уильямом Ёном в 2001 году около города Бенсон в штате Аризона, США.

## Инструменты обсерватории
- Телескоп Centurion-18 (D = 455 мм, F = 1270 мм, производитель «Astroworks») + ПЗС-камера Apogee

## Направления исследований
- Открытие и астрометрирование астероидов и комет

## Основные достижения
- В период с 2001 по 2008 год было открыто 1732 астероида, из которых к июлю 2016 года получили постоянные обозначения 1558 астероидов[1].
- 162539 астрометрических измерений опубликовано с 2001 по 2008 год[2].
- Открытие одной кометы (172P/Yeung) и одного околоземного астероида.
- Открытие «второй Луны» Земли: объект J002E3.